# Флорентини
Флорентини (Флорентийское печенье) - типичная итальянская выпечка из миндальных лепестков (хлопьев) в карамели, которая  как правило не содержит ни муки, ни яиц.

## История
Впервые рецепт был создан во Флоренции в эпоху Возрождения. Позже выпечка была экспортирована во Францию, где обрела широкую известность благодаря пекарю Марии Медичи.
Флорентини считается сегодня типичной итальянской выпечкой с разнообразными начинками на основе миндальных хлопьев в карамели. Чаще всего их покрывают шоколадной глазурью.